# Adam Dembicki von Wrocien

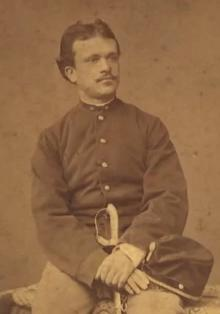
Adam Dembicki (um 1875)

Adam Dembicki von Wrocień (* 2. Dezember 1849 in Wrocień bei Sanok in Galizien; † 17. April 1933 in Sanok) war ein österreichisch-ungarischer Feldmarschallleutnant im Ersten Weltkrieg. Er war Kommandant der Festung Budapest 1915 sowie Kommandant der Festung Hohensalzburg im Jahr 1916.

## Leben
Dembicki besuchte das Militär-Obererziehungshaus in Wiener Neustadt und anschließend die k.u.k. Kriegsschule in Wien, die er 1876 im Rang eines Oberleutnants abschloss. 1870 wurde er als Leutnant dem galizischen Infanterie-Regiment „Erzherzog Joseph Ferdinand“ Nr. 45 in Brünn zugeteilt. 1883 wurde er zum Kapitän und 1891 zum Major befördert. 1894 erfolgte die Beförderung zum Oberst. 1911 wurde er geadelt und erhielt den galizischen Adelstitel „von Wrocień“.